# Pedro Neto
Pedro Lomba Neto (Viana do Castelo, 9 de marzo de 2000), conocido como Pedro Neto, es un futbolista portugués que juega de delantero en el Chelsea F. C. de la Premier League de Inglaterra.

## Trayectoria
Tras unirse a las categorías inferiores del S. C. Braga a los 13 años, el 7 de mayo de 2017 hizo su debut como profesional con el filial ante el segundo equipo del Porto en un partido de la Segunda División de Portugal. Una semana después, el 14 de mayo, debutó con el primer equipo en la penúltima jornada de la Primeira Liga ante el C. D. Nacional y anotó el definitivo 4-0, convirtiéndose así en el goleador más joven del club en la historia de la competición. El 31 de agosto de 2017 fue cedido, junto a su compañero de equipo Bruno Jordão, a la S. S. Lazio durante dos temporadas con opción de compra obligatoria.
Con pocas oportunidades en el conjunto italiano, el 2 de agosto de 2019 fue traspasado al Wolverhampton Wanderers F. C., nuevamente junto a Bruno Jordão. Realizó su debut el 15 de agosto ante el F. C. Pyunik, en el partido de vuelta de la tercera ronda de la Liga Europa de la UEFA, anotando un gol y repartiendo una asistencia en la victoria por 4-0 del conjunto inglés. El 1 de enero de 2020 anotó su primer gol en la Premier League en la derrota 2-1 contra el Watford F. C., siendo el primer adolescente que marcaba para el club en la competición.
En noviembre de 2020 amplió su contrato hasta junio de 2025. Ese mismo mes contribuyó con un gol para que el equipo ganara al Arsenal F. C. como visitantes por primera vez desde 1979. El 9 de abril de 2021, en un encuentro de Premier League ante el Fulham F. C., sufrió una lesión de rodilla que le obligaría a perderse lo que restaba de temporada. Finalmente estuvo más de diez meses de baja, volviendo a jugar un partido el 20 de febrero del año siguiente, y unos días después renovó nuevamente su vinculación con el club por dos años más. La campaña siguiente también estuvo marcada por los problemas físicos, ya que una lesión de tobillo lo mantuvo alejado de los terrenos de juego durante cinco meses.
El 11 de agosto de 2024 puso fin a su etapa en Wolverhampton, después de cinco años en los que disputó 135 encuentros, al ser fichado por el Chelsea F. C. Su estreno se produjo la semana siguiente en la primera jornada de la Premier League frente al Manchester City F. C. en la que cayeron derrotados.

## Selección nacional
Fue internacional en categorías inferiores con Portugal y formó parte de los equipos que participaron en el Mundial sub-20 2019 y el Europeo sub-21 2023.
El 5 de noviembre de 2020 fue convocado por primera vez con la selección absoluta para un amistoso ante Andorra y los encuentros de la Liga de Naciones de la UEFA 2020-21 ante Francia y Croacia. Debutó el día 11 ante los andorranos en un encuentro en el que anotó el primero de los siete tantos que marcó Portugal.
Participó en la Eurocopa 2024 y en el primer partido frente a República Checa, a pesar de entrar en el tramo final, fue decisivo para lograr el triunfo tras realizar un centro que acabó con Francisco Conceição marcando el gol de la victoria. Al año siguiente acudió a la fase final de la Liga de Naciones de la UEFA 2024-25 y ayudó a Portugal a conseguir el título tras derrotar a España en la tanda de penaltis.

### Participaciones en Copas del Mundo
| Mundial                  | Sede    | Resultado    | Partidos | Goles |
| ------------------------ | ------- | ------------ | -------- | ----- |
| Copa Mundial sub-20 2019 | Polonia | Primera fase | 3        | 0     |

### Participaciones en Eurocopas
| Copa                | Sede              | Resultado        | Partidos | Goles |
| ------------------- | ----------------- | ---------------- | -------- | ----- |
| Europeo sub-21 2023 | Georgia · Rumania | Cuartos de final | 4        | 0     |
| Eurocopa 2024       | Alemania          | Cuartos de final | 3        | 0     |

## Estadísticas

### Clubes
Actualizado al último partido disputado el 17 de agosto de 2025.
| Club                                     | Div.          | Temporada     | Liga  | Liga  | Copas nacionales | Copas nacionales | Copas internacionales | Copas internacionales | Total | Total |
| Club                                     | Div.          | Temporada     | Part. | Goles | Part.            | Goles            | Part.                 | Goles                 | Part. | Goles |
| ---------------------------------------- | ------------- | ------------- | ----- | ----- | ---------------- | ---------------- | --------------------- | --------------------- | ----- | ----- |
| S. C. Braga "B" Portugal                 | 2.ª           | 2016-17       | 1     | 0     | ―                | ―                | ―                     | ―                     | 1     | 0     |
| S. C. Braga "B" Portugal                 | Total club    | Total club    | 1     | 0     | 0                | 0                | 0                     | 0                     | 1     | 0     |
| S. C. Braga Portugal                     | 1.ª           | 2016-17       | 2     | 1     | 0                | 0                | 0                     | 0                     | 2     | 1     |
| S. C. Braga Portugal                     | 1.ª           | 2017-18       | 1     | 0     | ―                | ―                | 0                     | 0                     | 1     | 0     |
| S. C. Braga Portugal                     | Total club    | Total club    | 3     | 1     | 0                | 0                | 0                     | 0                     | 3     | 1     |
| S. S. Lazio · Italia                     | 1.ª           | 2017-18       | 0     | 0     | 0                | 0                | 0                     | 0                     | 0     | 0     |
| S. S. Lazio · Italia                     | 1.ª           | 2018-19       | 4     | 0     | 1                | 0                | 0                     | 0                     | 5     | 0     |
| S. S. Lazio · Italia                     | Total club    | Total club    | 4     | 0     | 1                | 0                | 0                     | 0                     | 5     | 0     |
| Wolverhampton Wanderers F. C. Inglaterra | 1.ª           | 2019-20       | 29    | 3     | 4                | 0                | 11                    | 2                     | 44    | 5     |
| Wolverhampton Wanderers F. C. Inglaterra | 1.ª           | 2020-21       | 31    | 5     | 4                | 0                | ―                     | ―                     | 35    | 5     |
| Wolverhampton Wanderers F. C. Inglaterra | 1.ª           | 2021-22       | 13    | 1     | 0                | 0                | ―                     | ―                     | 13    | 1     |
| Wolverhampton Wanderers F. C. Inglaterra | 1.ª           | 2022-23       | 18    | 0     | 1                | 0                | ―                     | ―                     | 19    | 0     |
| Wolverhampton Wanderers F. C. Inglaterra | 1.ª           | 2023-24       | 20    | 2     | 4                | 1                | ―                     | ―                     | 24    | 3     |
| Wolverhampton Wanderers F. C. Inglaterra | Total club    | Total club    | 111   | 11    | 13               | 1                | 11                    | 2                     | 135   | 14    |
| Chelsea F. C. Inglaterra                 | 1.ª           | 2024-25       | 35    | 4     | 3                | 1                | 13                    | 4                     | 51    | 9     |
| Chelsea F. C. Inglaterra                 | 1.ª           | 2025-26       | 1     | 0     | 0                | 0                | 0                     | 0                     | 1     | 0     |
| Chelsea F. C. Inglaterra                 | Total club    | Total club    | 36    | 4     | 3                | 1                | 13                    | 4                     | 52    | 9     |
| Total carrera                            | Total carrera | Total carrera | 155   | 16    | 17               | 2                | 24                    | 6                     | 196   | 24    |
| 1. 2.                                    |               |               |       |       |                  |                  |                       |                       |       |       |

### Selección

#### Goles internacionales
| N.º | Fecha                   | Estadio                             | Rival   | Gol | Resultado | Competición                         | Ref.   |
| --- | ----------------------- | ----------------------------------- | ------- | --- | --------- | ----------------------------------- | ------ |
| 1   | 11 de noviembre de 2020 | Estádio da Luz, Lisboa, Portugal    | Andorra | 1-0 | 7-0       | Amistoso                            | [ 19 ] |
| 2   | 15 de noviembre de 2024 | Estádio do Dragão, Oporto, Portugal | Polonia | 4-0 | 5-1       | Liga de Naciones de la UEFA 2024-25 | [ 23 ] |

## Palmarés

### Títulos nacionales
| Título      | Club        | País   | Año  |
| ----------- | ----------- | ------ | ---- |
| Copa Italia | S. S. Lazio | Italia | 2019 |

### Títulos internacionales
| Título                            | Club (*)              | Sede           | Año  |
| --------------------------------- | --------------------- | -------------- | ---- |
| Liga Conferencia de la UEFA       | Chelsea F. C.         | Breslavia      | 2025 |
| Liga de Naciones de la UEFA       | Selección de Portugal | Alemania       | 2025 |
| Copa Mundial de Clubes de la FIFA | Chelsea F. C.         | Estados Unidos | 2025 |

(*) Incluyendo la selección.

### Distinciones individuales
| Distinción                                           | Año  |
| ---------------------------------------------------- | ---- |
| Equipo ideal de la Copa Mundial de Clubes de la FIFA | 2025 |